# ازدنیک زلامال
ازدنیک زلامال (چکی: Zdeněk Zlámal؛ زادهٔ ۵ نوامبر ۱۹۸۵) بازیکن فوتبال اهل جمهوری چک است.
از باشگاه‌هایی که در آن بازی کرده‌است می‌توان به باشگاه فوتبال کادیس، باشگاه فوتبال اسلاویا پراگ، باشگاه فوتبال بوهمیانس ۱۹۰۵، باشگاه فوتبال اسپارتا پراگ، باشگاه فوتبال فاستاو زلین، باشگاه فوتبال باری، باشگاه فوتبال هارت آف میدلوتیان، باشگاه فوتبال اودینزه، باشگاه فوتبال اسلوان لیبرتس، و باشگاه فوتبال سیگما اولوموتس اشاره کرد.
وی همچنین در تیم‌های ملی فوتبال زیر ۲۱ سال جمهوری چک و جمهوری چک بازی کرده‌است.